# Francis Bowditch Wilby

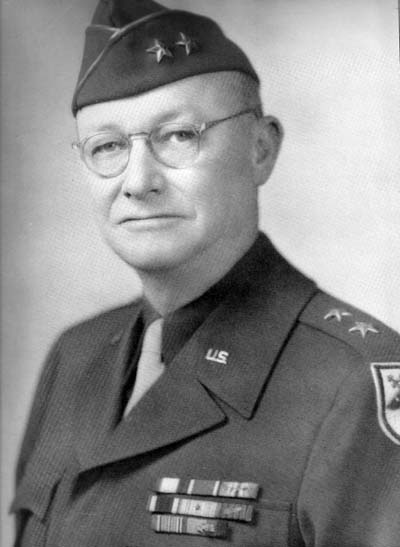
Francis Bowditch Wilby

Francis Bowditch Wilby (* 24. April 1883 in Detroit, Michigan; † 20. November 1965 in Asheville, North Carolina) war ein Generalmajor der United States Army. Er war unter anderem als Superintendent Leiter der Militärakademie West Point.
Zwischen Juni 1901 und Juni 1905 absolvierte Francis Wilby die US-Militärakademie in West Point. Anschließend wurde er als Leutnant dem United States Army Corps of Engineers zugewiesen. In der Armee durchlief er anschließend alle Offiziersränge vom Leutnant bis zum Zwei-Sterne-General. Im Jahr 1908 absolvierte er die United States Army Engineer School. Zeitweise war er auch am amerikanischen Militäreinsatz auf Kuba beteiligt, der zwischen 1906 und 1909 stattfand. Während des Ersten Weltkriegs diente Wilby in den Jahren 1917 und 1918 in den American Expeditionary Forces in Europa. Dabei war er zunächst als Ausbilder bei den Pionieren (Engineers) und dann als Nachrichtenoffizier im Hauptquartier der Engineers tätig. Ab September 1918 gehörte er der 1. Infanterie-Division an. Im März 1919 kehrte er in die Vereinigten Staaten zurück.
In den 1920er und 1930er Jahren setzte Wilby seine militärische Laufbahn an verschiedenen Standorten fort. In dieser Zeit absolvierte er auch weitere Schulen zu seiner Fortbildung. Dazu gehörten die School of Line in Fort Leavenworth (1922), das General staff schedule (1923) und das Army War College im Jahr 1924. Zwischen 1935 und 1938 gehörte er dem Board of managers Federal Barge Lines an und von 1938 bis 1939 war er Mitglied einer Kommission zum Erosionsschutz der Strände, des sogenannten Beach Erosion Board Shore Protection Board. Zwischen 1939 und 1941 war er Stabschef der 1. US-Armee, die auf Governors Island in New York City stationiert war. Zwischen Juli 1941 und Januar 1942 kommandierte er die First Corps Area. Während dieser Zeit wurde er zum Generalmajor befördert. Während des Zweiten Weltkriegs, an dem die Vereinigten Staaten seit dem 7. Dezember 1941 aktiv teilnahmen, war Francis Wilby als Nachfolger von Robert Eichelberger 39. Leiter der Militärakademie in West Point. Dieses Amt bekleidete er zwischen 1942 und dem 4. September 1945. Diese Zeit war von den Kriegsereignissen bestimmt. Damals wurde die Zulassungszahl für Kadetten auf 2496 erhöht. Gleichzeitig wurden kriegsbedingt die Dauer der Ausbildung vorübergehend von vier auf drei Jahre verkürzt, um möglichst schnell neue Offiziere für die kämpfenden Truppen zur Verfügung zu haben. Nach dem Ende seiner Zeit als Superintendent der Militärakademie wurde Francis Wilby zum Kommandeur einer Ausbildungsschule des Corps of Engineers (Engineer school) ernannt. Diesen Posten in Fort Belvoir in Virginia bekleidete der Generalmajor bis zu seinem Eintritt in den Ruhestand am 31. Januar 1946.
Nach seinem Ausscheiden aus dem Militärdienst gehörte Francis Wilby bis 1950 dem Vorstand des staatlichen Energieunternehmens New York Power Authority an. Danach war er bis 1952 als Firmenberater tätig. Der mit Dorothy Langfitt verheiratete Wilby starb am 20. November 1965 in Asheville. Er fand seine letzte Ruhestätte auf dem Friedhof von West Point.

## Orden und Auszeichnungen
General Francis Wilby erhielt im Lauf seiner militärischen Laufbahn unter anderem folgende Auszeichnungen:
- Army Distinguished Service Medal
- Legion of Merit